# Растовница
Растовница је насељено место града Прокупља у Топличком округу. Према попису из 2022. било је 35 становника (према попису из 1991. било је 105 становника).

## Геогрфски положај
Растовница се налази у подножју северозападног дела планине Пасјача, на само 3 километра удаљености од регионалног центра Топличког региона, града Прокупља који се налази на југу Србије. Кроз село протиче Растовничка Река која се ствара од потока који се стварају на обронцима планине Видојевице и превоја између планина Пасјаче и планине Видојевице нарочито између села Бели Камен, Видовача, Балчак, Добротић, Селиште и Бучинце. Код самог ушћа Растовничке Реке, у највећу притоку реке Јужне Мораве, у реку Топлицу, направљено је вештачко акумулационо Растовничко језеро богато рибом. Сеоска слава је "Света Петка" која се слави сваке године 8-ог августа испред сеоске цркве. Село је окружено селима Бериље, Симоновац, Селиште, Балчак, Пасјачом као и територијом Општине Прокупље. Село углавном изумире јер школа која је некада функционисала данас нема ниједног ђака.

## Демографија
У насељу Растовница живи 55 пунолетних становника, а просечна старост становништва износи 43,0 година (43,1 код мушкараца и 42,8 код жена). У насељу има 23 домаћинства, а просечан број чланова по домаћинству је 3,00.
Ово насеље је у потпуности насељено Србима (према попису из 2002. године).
|  |

| Демографија | Демографија | Демографија |
| Година      | Становника  | Становника  |
| ----------- | ----------- | ----------- |
| 1948.       | 259         |             |
| 1953.       | 255         |             |
| 1961.       | 209         |             |
| 1971.       | 160         |             |
| 1981.       | 60          |             |
| 1991.       | 105         | 105         |
| 2002.       | 69          | 73          |

| Етнички састав према попису из 2002.‍ | Етнички састав према попису из 2002.‍ | Етнички састав према попису из 2002.‍ | Етнички састав према попису из 2002.‍ | Етнички састав према попису из 2002.‍ |
| ------------------------------------ | ------------------------------------ | ------------------------------------ | ------------------------------------ | ------------------------------------ |
|                                      |                                      |                                      |                                      |                                      |
| Срби                                 | Срби                                 |                                      | 69                                   | 100,0%                               |
| непознато                            | непознато                            |                                      | 0                                    | 0,0%                                 |

| Година пописа     | 1948. | 1953. | 1961. | 1971. | 1981. | 1991. | 2002. |
| ----------------- | ----- | ----- | ----- | ----- | ----- | ----- | ----- |
| Број домаћинстава | 43    | 45    | 45    | 40    | 24    | 37    | 23    |

| Број чланова      | 1 | 2  | 3 | 4 | 5 | 6 | 7 | 8 | 9 | 10 и више | Просек |
| ----------------- | - | -- | - | - | - | - | - | - | - | --------- | ------ |
| Број домаћинстава | 1 | 10 | 5 | 4 | 1 | 2 | 0 | 0 | 0 | 0         | 3,00   |

| Пол    | Укупно | Неожењен/Неудата | Ожењен/Удата | Удовац/Удовица | Разведен/Разведена | Непознато |
| ------ | ------ | ---------------- | ------------ | -------------- | ------------------ | --------- |
| Мушки  | 31     | 7                | 22           | 0              | 2                  | 0         |
| Женски | 26     | 3                | 21           | 1              | 1                  | 0         |
| УКУПНО | 57     | 10               | 43           | 1              | 3                  | 0         |

| Пол    | Укупно                    | Пољопривреда, лов и шумарство | Рибарство                            | Вађење руде и камена | Прерађивачка индустрија       |
| ------ | ------------------------- | ----------------------------- | ------------------------------------ | -------------------- | ----------------------------- |
| Мушки  | 12                        | 5                             | 0                                    | 0                    | 4                             |
| Женски | 8                         | 5                             | 0                                    | 0                    | 1                             |
| УКУПНО | 20                        | 10                            | 0                                    | 0                    | 5                             |
| Пол    | Производња и снабдевање   | Грађевинарство                | Трговина                             | Хотели и ресторани   | Саобраћај, складиштење и везе |
| Мушки  | 0                         | 0                             | 1                                    | 1                    | 0                             |
| Женски | 0                         | 0                             | 0                                    | 1                    | 0                             |
| УКУПНО | 0                         | 0                             | 1                                    | 2                    | 0                             |
| Пол    | Финансијско посредовање   | Некретнине                    | Државна управа и одбрана             | Образовање           | Здравствени и социјални рад   |
| Мушки  | 0                         | 0                             | 0                                    | 0                    | 0                             |
| Женски | 0                         | 1                             | 0                                    | 0                    | 0                             |
| УКУПНО | 0                         | 1                             | 0                                    | 0                    | 0                             |
| Пол    | Остале услужне активности | Приватна домаћинства          | Екстериторијалне организације и тела | Непознато            | Непознато                     |
| Мушки  | 1                         | 0                             | 0                                    | 0                    | 0                             |
| Женски | 0                         | 0                             | 0                                    | 0                    | 0                             |
| УКУПНО | 1                         | 0                             | 0                                    | 0                    | 0                             |